# Liptena bigoti
Liptena bigoti är en fjärilsart som beskrevs av Henry Stempffer 1964. Liptena bigoti ingår i släktet Liptena och familjen juvelvingar. Inga underarter finns listade i Catalogue of Life.